# I Believe (Give a Little Bit)
I Believe (Give a Little Bit) – utwór napisany przez Marcellę Detroit, wydany jako pierwszy singel promujący pierwszy studyjny album niemieckiej wokalistki Joany Zimmer,My Innermost (2005). Kompozycja została pierwotnie nagrana przez w.w autorkę i promowała jako pierwsza jej drugi studyjny album, Jewel (1994). Produkcją oraz aranżacją zajął się szwedzki duet, Nick Nice oraz Pontus Söderqvist.
Singel dotarł do ścisłej dziesiątki notowania w Niemczech oraz Austrii oraz zajął pozycję #13 w Szwajcarii oraz #33 w Szwecji.
Utwór jest jedyną kompozycją wydaną przez Zimmer, która znalazła się w Top 20 Niemiec, Austrii i Szwajcarii oraz znalazła się na listach poza krajami niemieckojęzycznymi.
W 2012 roku wokalistka nagrała nową wersję utworu i umieściła ją na 5 studyjnym albumie „Not Looking Back”

## Styl i kompozycja
Utwór powstał poprzez połączenie ze sobą dwóch stylów muzycznych; Soul oraz Ballad. Powstały 3 wersje utworu; album version, radio version oraz radio remix. Wszystkie trzy zaczynają się tym samym akcentem; krótką melodią nuconą przez Zimmer, po czym zaczynają się słowa pierwszej zwrotki: „Now everybody, Has a right to be living their lives... (pol. Teraz każdy, ma prawo żyć...)”. ‘Album version’ różni się od ‘Radio version’ pozbawieniem dwu wersowej części utworu w drugiej zwrotce: „Don’t let you’r anger or your fear become your suicide, Cause we’re a long long way, a long way from paradise. (pol. Nie pozwól, aby gniew czy strach doprowadziły Cię do samobójstwa, Bo jesteśmy tak daleko od raju)”. ‘Radio remix’ jest najkrótszą z wersji, w której muzyka została lekko zremiksowana, a tak pozostał taki sam jak w wersji ‘Radio version’. Wszystkie trzy kompozycje zamykają się sentencją „Give a little bit of love, a little bit of love (pol. Daj trochę miłości, trochę miłości)” po czym wokalistka zaczyna nucić cicho melodię utworu.

## Personel
- Wokal: Joana Zimmer
- Słowa: Marcella Detroit
- Promocja i aranżacja: Nick Nice, Pontus Söderqvist
- Gitara: Mats Berntoft
- Bass: Figge Boström
- Wokal wspomagający: Anna Sahlin, Joana Zimmer
- Nagranie: LaCarr Diamond Room
- Mix: Nick Nice, Pontus Söderqvist (LaCarr Diamond Room)

## Format CD i lista utworów
CD Maxi Singel/ Digital Download
1. I Believe (Radio Edit) – 4:11
2. I Believe (Radio Remix) – 3:52
3. Any Other Day (Album Version) – 3:29
4. I Believe (Album Version) – 4:34
5. I Believe (Instrumental) – 3:35

CD Singel (French Edition)
1. Believe (Give A Little Bit...) (Radio Version) – 4:11
2. Believe (Give A Little Bit...) (Album Version) – 4:34
3. Believe (Give A Little Bit...) (Glam As You Radio Cut By Guéna LG) – 3:53
4. Believe (Give A Little Bit...) (Glam As You Radio Mix By Guéna LG) – 4:28
5. Believe (Give A Little Bit...) (Glam As You Club Mix By Guéna LG) – 7:15

## Pozycje na listach
| Lista przebojów (2005)         | Najwyższa pozycja |
| ------------------------------ | ----------------- |
| Austria (Media Control AG)     | 6                 |
| Europa (Official Top 100)      | 16                |
| Niemcy (Media Control AG)      | 2                 |
| Polska (Pif Paf Production)    | 5                 |
| Szwajcaria (Hit Parade)        | 13                |
| Szwajcaria (Hit Parade)        | 5                 |
| Szwecja (Sverigetopplistan)    | 33                |
| Airplay World Top 100          | 26                |
| Singles World Official Top 100 | 33                |

| Notowania (2005)              | Najwyższa pozycja |
| ----------------------------- | ----------------- |
| Austria (Media Control AG)    | 43                |
| Szwajcaria (Media Control AG) | 50                |